# Bacillaceae
Bacillaceae jsou čeleď grampozitivních, heterotrofních, tyčinkovitých bakterií, které mohou produkovat endospory. Některé rody z této čeledi mohou mít gram-proměnnou buněčnou stěnu.

## Podřazené taxony[2]
- Aeribacillus
- Aliibacillus
- Alkalibacillus
- Alkalicoccus
- Alkalilactibacillus
- Allobacillus
- Alteribacillus
- Amphibacillus
- Amylobacillus
- Anaerobacillus
- Anoxybacillus
- Aquibacillus
- Aquisalibacillus
- Aureibacillus
- Bacillus
- Caldalkalibacillus
- Caldibacillus
- Calditerricola
- Cerasibacillus
- Compostibacillus
- Desertibacillus
- Domibacillus
- Edaphobacillus
- Falsibacillus
- Fermentibacillus
- Fictibacillus
- Filobacillus
- Geobacillus
- Geomicrobium
- Gracilibacillus
- Halalkalibacillus
- Halobacillus
- Halolactibacillus
- Hydrogenibacillus
- Lentibacillus
- Lysinibacillus
- Marinococcus
- Massilibacterium
- Melghiribacillus
- Microaerobacter
- Natribacillus
- Natronobacillus
- Numidum
- Oceanobacillus
- Ornithinibacillus
- Parageobacillus
- Paraliobacillus
- Paralkalibacillus
- Paucisalibacillus
- Pelagirhabdus
- Piscibacillus
- Polygonibacillus
- Pontibacillus
- Pradoshia
- Pseudobacillus
- Pseudogracilibacillus
- Psychrobacillus
- Pueribacillus
- Quasibacillus
- Rubeoparvulum
- Saccharococcus
- Salibacterium
- Salimicrobium
- Salinibacillus
- Salipaludibacillus
- Salirhabdus
- Salisediminibacterium
- Saliterribacillus
- Salsuginibacillus
- Sediminibacillus
- Sinibacillus
- Streptohalobacillus
- Swionibacillus
- Tenuibacillus
- Tepidibacillus
- Terribacillus
- Terrilactibacillus
- Texcoconibacillus
- Thalassobacillus
- Thalassorhabdus
- Thermolongibacillus
- Virgibacillus
- Vulcanibacillus